# شهرستان بوئین‌زهرا
شهرستان بوئین‌زهرا یکی از شهرستان‌های استان قزوین ایران است که بخش عمده دشت قزوین در این شهرستان واقع شده‌است. مرکز این شهرستان، شهر بوئین‌زهرا است و دارای چهار بخش به نام‌های مرکزی، دشتابی، رامند و شال و نیز ۹ دهستان و۱۳۰ آبادی دارای سکنه است. جمعیت این شهرستان بر طبق سرشماری سال ۱۴۰۲، برابر با ۱۲۲،۹۹۴ نفر در ۳۶،۸۱۴ خانوار بوده‌است. شهرستان بوئین زهرا از نواحی زلزله خیز ایران است. در سال ۱۳۴۱، زلزله‌ای در آن رخ داد و ۲۰٬۰۰۰ نفر جان باختند.
این شهرستان با وسعتی حدود ۵،۵۲۶ کیلومتر مربع از شمال با شهرستان‌های قزوین و البرز، از شمال غرب و غرب با شهرستان تاکستان، از شمال شرق با شهرستان آبیک، از جنوب غرب با شهرستان آوج، از جنوب با استان مرکزی و از شرق با استان البرز هم‌مرز است. شهرستان بوئین زهرا در درجه اول از نظر پسته و سپس گردو و انگور کشت خوبی دارد. در این شهرستان پیاز، پنبه و انواع صیفی جات نیز کشت می‌شود. البته با توجه به آب و هوای بسیار مساعد بوئین زهرا برای کشت پسته ظرف چند سال گذشته سرمایه‌گذاری‌های بسیار عمده‌ای توسط بخش خصوصی برای توسعه اراضی زیر کشت پسته در این شهرستان صورت گرفته‌است. شهر بوئین زهرا در محل تلاقی راه‌های قزوین به ساوه و کرج به همدان قرار دارد.

## مردم
زبان ساکنین مرکز شهرستان و شهرها و روستاهای این شهرستان ترکی آذربایجانی است.
اهالی دو شهرک دانسفهان و شال به زبان تاتی از زبان‌های ایرانی شاخه شمال‌غربی سخن می‌گویند.

## تقسیمات کشوری
- شهرها:بوئین زهرا، دانسفهان، شال، سگزآباد، ارداق و عصمت‌آباد
- شهرک‌ها: شهرک آراسنج، شهرک مدرس
- بخش مرکزی شهرستان بوئین‌زهرا
  - دهستان زهرای بالا
  - دهستان زهرای پائین
  - دهستان سگزآباد

شهرها: بوئین‌زهرا، سگزآباد و عصمت‌آباد
- بخش رامند
  - دهستان ابراهیم‌آباد
  - دهستان رامند جنوبی

شهرها: دانسفهان
- بخش شال
  - دهستان زین‌آباد
  - دهستان قلعه هاشم

شهرها: شال
- بخش دشتابی
  - دهستان دشتابی شرقی
  - دهستان دشتابی غربی

شهرها: ارداق

## مرکز دهستان‌ها
- زهرای پایین: رحیم‌آباد
- زهرای بالا: شهرک عصمتیه
- سگز آباد: شهر سگز آباد
- رامند جنوبی: خوزنین
- ابراهیم‌آباد: ابراهیم‌آباد
- قلعه هاشم خان: شهرک مدرس
- زین‌آباد: زین‌آباد
- دشتابی شرقی: شهرستانک
- دشتابی غربی: شاهین تپه

## شهرک‌های صنعتی
- بخش دشتابی: شهر صنعتی لیا
- بخش شال: شهرک صنعتی شال
- بخش رامند: شهرک صنعتی دانسفهان
- بخش مرکزی: شهرک صنعتی آراسنج، شهرک صنعتی حکیمیه (سگزآباد)

## مراکز دیدنی
- تبه هزار ساله شهرک عصمتیه (عصمت آباد سابق)
- کاروانسرای محمدآباد
- کاروانسرای هجیب
- منطقه تاریخی سگزآباد
- تپه زاغه
  - تپه قبرستان
- روستای قورقورک
- پل شاه عباسی خرّه چای

## راه‌های شهرستان
- جاده ۳۸ (تهران - تاکستان)
- بزگرراه قزوین- بوئین زهرا
- جاده آسفالته بوئین زهرا-زرندیه
- جاده آسفالته سه‌راه برزلجین-کلنجین-جاده ساوه

## زمین‌لرزه‌های بوئین‌زهرا
بوئین‌زهرا منطقه‌ای زلزله‌خیز است و بر روی گسل قرار دارد و تاکنون زمین‌لرزه‌های شدیدی را به خود دیده‌است که تلفات بسیاری را بر جای گذاشته‌است. شدیدترین آن مربوط به زمین‌لرزه ۱۰ شهریور ۱۳۴۱ می‌باشد. این زمین‌لرزه‌ها عبارتند از:
- زمین‌لرزه سال ۵۵۶ (۲۳۲نفر) البته باتوجه به جمعیت آن دوره تعداد زیادی بوده
- زمین‌لرزه ۱۶ فروردین ۱۲۹۲ (به روایتی ۱۲۰۰ کشته)
- زمین‌لرزه ۱۰ شهریور ۱۳۴۱ (حدود ۱۲ هزار کشته و ۲۷۰۰ زخمی)
- زمین‌لرزه ۱ تیر ۱۳۸۱ (حدود ۲۹۱ کشته و ۱۵۰۰ زخمی)